# 豊川市立三蔵子小学校
豊川市立三蔵子小学校（とよかわしりつ さんぞうごしょうがっこう）は、愛知県豊川市三蔵子町宮前にある公立小学校。
児童数は683人、25学級2018年

## 沿革
- 1876年-三蔵子学校として創立
- 1945年 - 豊川国民学校の分校として分離独立
- 1982年 - 児童数が過去最多（963人）を記録
- 2000年 - 校舎を増築。コンピュータ教室、多目的ホール、カウンセリング室などを設置
- 2020年-トイレをリニューアル

## 出身者
- 加藤ゆか - 競泳選手。第30回夏季オリンピックロンドン大会女子4×100mメドレーリレー銅メダリスト。

## 交通アクセス
- JR飯田線 豊川駅または名鉄豊川線 豊川稲荷駅から豊川市コミュニティバス千両三上線「上千両集会所」行きで「三蔵子」下車